# Marco Vettuleno Civica Barbaro
Marco Vettuleno Civica Barbaro (fl. II secolo) è stato un politico romano, vissuto nel II secolo, imparentato con la dinastia degli Antonini.

## Biografia
Il padre di Barbaro fu Sesto Vettuleno Civica Pompeiano - console ordinario per l'anno 136 - oppure Sesto Vettuleno Civica Ceriale - console ordinario del 106. Comunque, la famiglia dei Vettuleni era probabilmente originaria della Sabina.
Barbaro era fratellastro di Elio Cesare - in quanto condividevano la madre - e, dunque, zio di Lucio Vero.
La sua carriera pubblica ebbe inizio durante l'adolescenza, col vigintivirato, in particolare rivestendo la carica di triumviro monetale, che solitamente toccava ai rampolli del patriziato oppure a personalità che godevano di particolare favore presso il principe. All'età di venticinque anni rivestì la questura. Infine, all'età di trentadue o trentatre anni - secondo la tradizione - divenne console, insieme a Marco Metilio Regolo.
Dopo il consolato, dovette dedicarsi all'otium: tra il 162 e il 165 avrebbe infatti preso parte alle pubbliche dimostrazioni tenute da Galeno a Roma. Egli era anche in contatto con Erode Attico, come ricorda Filostrato.
Attorno al 164 entrò nella ristretta cerchia dei comes dell'imperatore: tale avvenimento è da porre in relazione col viaggio di Lucilla, figlia di Marco Aurelio, a Efeso per sposare Lucio Vero, nel corso del quale fu accompagnata da Civica Barbaro e Ceionia Fabia, rispettivamente zio e sorella del principe.
Barbaro fu anche membro dei sodales Antonini, un collegio sacerdotale che si occupava del culto del divo Antonino Pio.